# Smokie
Smokie (укр. «Смо́укі») — британський глем-рок-гурт.

## Історія
Був створений 1964 року в Бредфорді учасниками шкільного гурту, який неодноразово змінював назву. До першого складу ввійшли: Кріс Норман (нар. 1950) — вокал, гітара; Алан Сілсон (Alan Silson; 21 червня 1951, Бредфорд, Велика Британія) — бас, вокал і Пітер Спенсер (Peter Spencer; 13 жовтня 1948, Лідс, Велика Британія) — ударні.
Професійно ці музиканти дебютували 1968 року під назвою Kindness, концертуючи в різних кемпінгах і танцювальних залах. Також у цей період група акомпанувала колишньому вокалісту Herman's Hermits Пітеру Нуну. Однак ранні сингли гурту, що були записані на багатьох фірмах, не стали популярними. Не допомогла й зміна назви гурту 1974 року на Smokey.
Переломним моментом у кар'єрі музикантів виявилась зустріч із власником фірми «RAK Records» Мікі Мостом, який рекомендував групу популярній авторській спілці композиторів Нікі Чінна і Майка Чепмена, відомій під скороченою назвою Чіннічеп.
1975 року в британські топ-чарти потрапили твори у виконанні Smokey: «If You Think You Know How to Love Me» і «Don't Play Your Rock 'n' Roll to Me». Того ж року гурт змушений був змінити написання своєї назви на Smokie після протесту, поданого співаком Смокі (Smokey) Робінсоном. Великим хітом наступного року стала пісня Чіннічепа «Living Next Door To Alice», яка спочатку призначалась австралійському гурту New World.
1978 рік приніс популярний твір «Stumblin' In», який Кріс Норман виконав у дуеті з Сюзі Кватро, що також була пов'язана з «RAK Records». Того ж року вийшов і лонгплей «The Montreux Album». Поступово в репертуарі гурту почали домінувати композиції Нормана і Спенсера, однак це не застрахувало гурт від падіння популярності. 1980 року до чартів потрапила версія старого твору Боббі Ві «Take Good Care Of My Baby», яка виявилась останньою піснею гурту.
1982 року Smokie припинили свою діяльність, і Норман та Спенсер зайнялись компонуванням пісень для
інших виконавців, пов'язаних з фірмою «RAK». Вони були також авторами хіта «Head Over Heels» у виконанні відомого футболіста Кевіна Кігана, та твору «This Time Well Get It Right», який презентував збірну Англії з футболу 1982 року на Мондіалі. Окрім цього Норман, перебравшись до Німеччини, розпочав сольну кар'єру, успіх в якій йому принесла співпраця з німецьким композитором і продюсером Дітером Боленом.
1986 року також у Німеччині Сілсон та Аттлі вирішили відновити діяльність групи і запросили до співпраці Алана Бартона (Alan Barton; 16 вересня 1953, Барнслі, Велика Британія — 23 березня 1995, Німеччина) — вокал, гітара; Мартіна Болларда (Martin Bullard) — клавішні та екс-Black Lace Стіва Піннелла (Steve Pinnell) — ударні. У наступні роки гурт отримував дивіденди від давньої популярності, користуючись чималим успіхом головно в Німеччині. Саме в цій країні під час одного з чергових турів, 23 березня 1995 року, в автокатастрофі загинув Алан Бартон. Однак, незважаючи на цю трагедію, гурт, запросивши Майка Крафта (Mike Craft), продовжив свою діяльність. Незабаром у складі гурту з'явився Мік Макконнелл (Mick McConnell).

## Дискографія
- 1975 — Pass It Around
- 1975 — Changing All the Time
- 1976 — Midnight Café
- 1977 — Greatest Hits
- 1977 — Bright Lights & Back Alleys
- 1978 — The Montreux Albumum
- 1979 — The Other Side of the Road
- 1980 — Greatest Hits Vol. 2
- 1980 — Very Best Of Smokie
- 1980 — Smokie's Hits
- 1981 — Solid Ground
- 1982 — Strangers In Paradise
- 1982 — Midnight Delight
- 1988 — All Fired Up
- 1988 — My Heart Is True
- 1989 — Boulevard Of Broken Dreams
- 1989 — Smokie Greatest Hits Live
- 1990 — Whose Are These Boots
- 1990 — Smokie Forever
- 1990 — The Best Of Smokie
- 1990 — 18 Carat Gold The Very Best Of Smokie
- 1992 — Chasing Shadows
- 1992 — The Collection
- 1992 — The Story Of Smokie
- 1993 — Burning Ambition
- 1994 — Celebration
- 1995 — Who The F…k Is Alice?…
- 1995 — The Best Of 20 Years Smokie & Chris Norman
- 1995 — The Complete Smokie Collection
- 1995 — From Smokie With Love
- 1995 — The World & Elsewhere
- 1996 — With Love From… Smokie The Best Ballads
- 1996 — Light A Candle
- 1998 — Wild Horses - The Nashville Album
- 1998 — Take a Minute

### Кріс Норман
- 1982 — Rock Away Teardrops
- 1986 — Some Hearts Are Diamonds
- 1987 — Different Shades
- 1988 — Hits From The Heart
- 1988 — Sarah
- 1989 — Break The Ice
- 1991 — Interchange
- 1992 — The Growing Years
- 1994 — The Album
- 1995 — Obssession

## Учасники

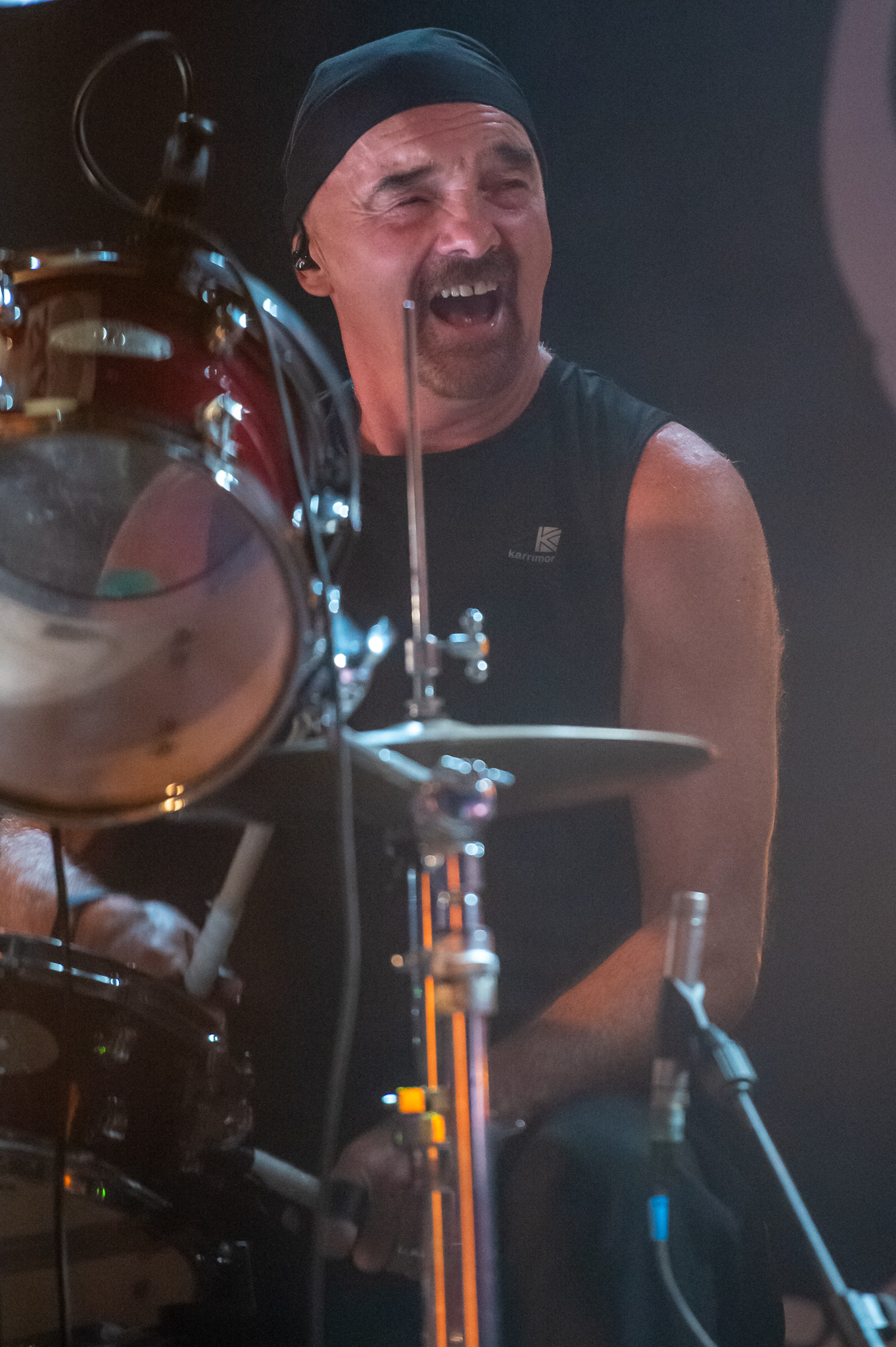
Steve Pinnell
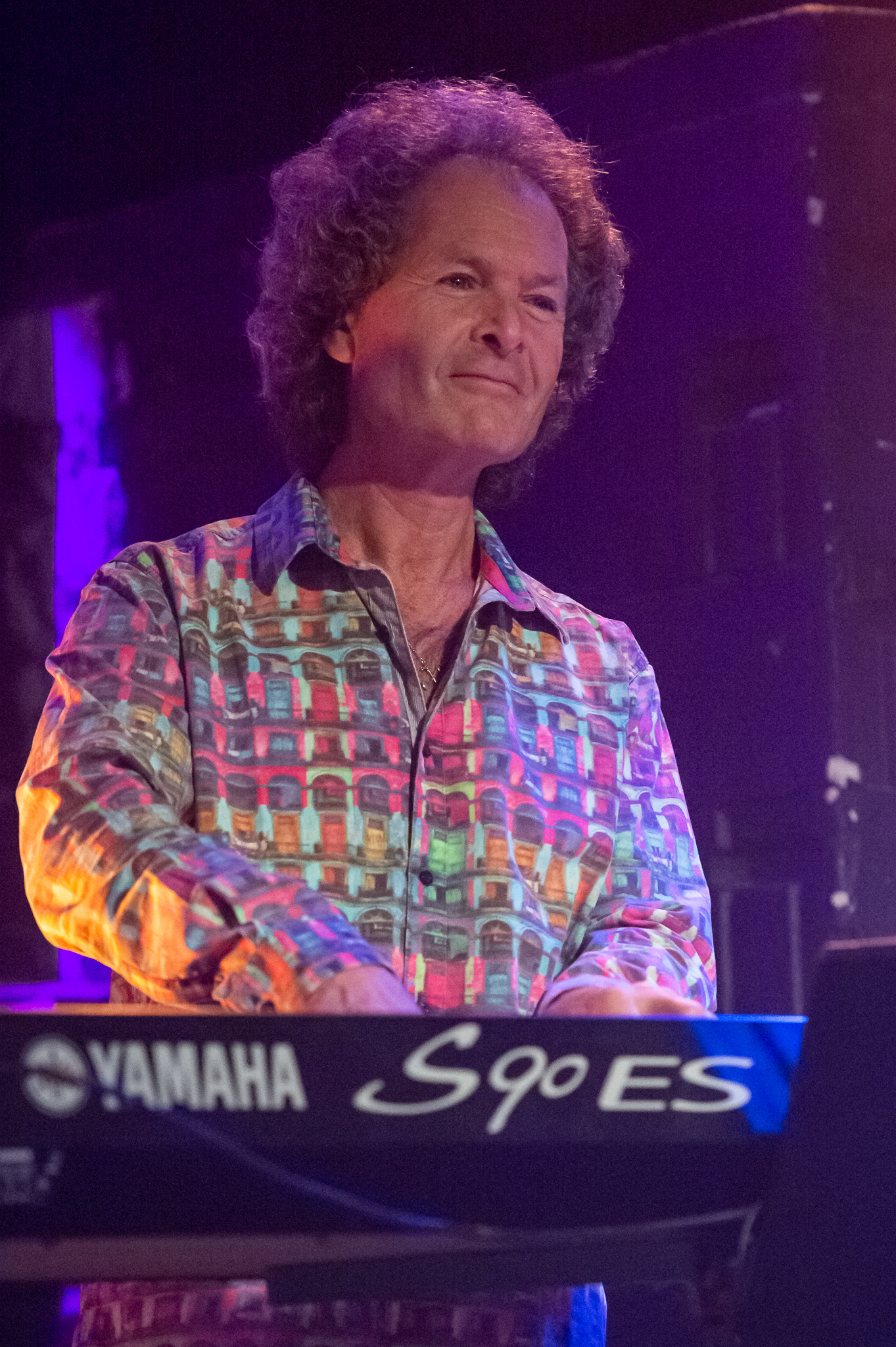
Martin Bullard
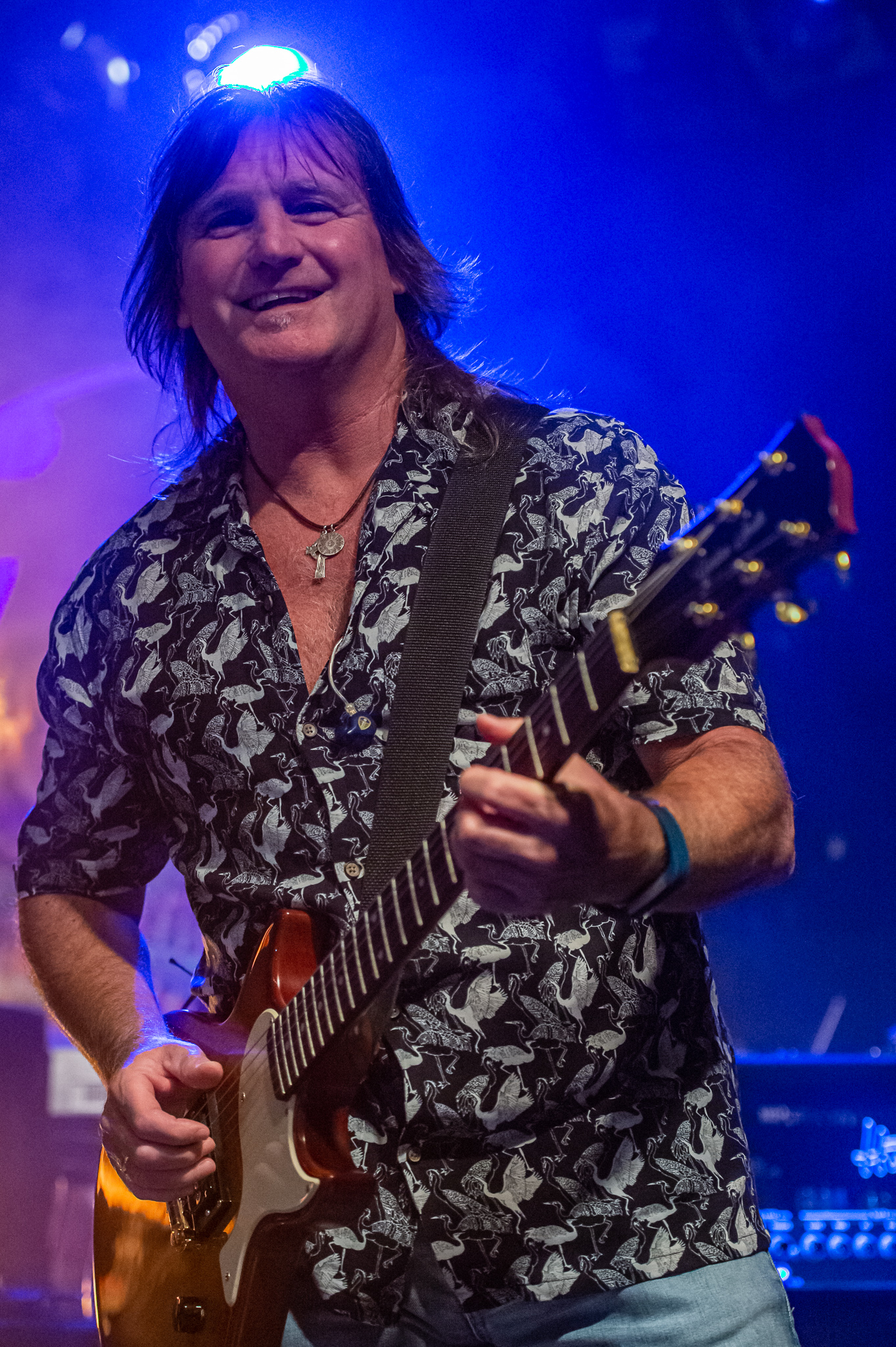
Mick McConnell
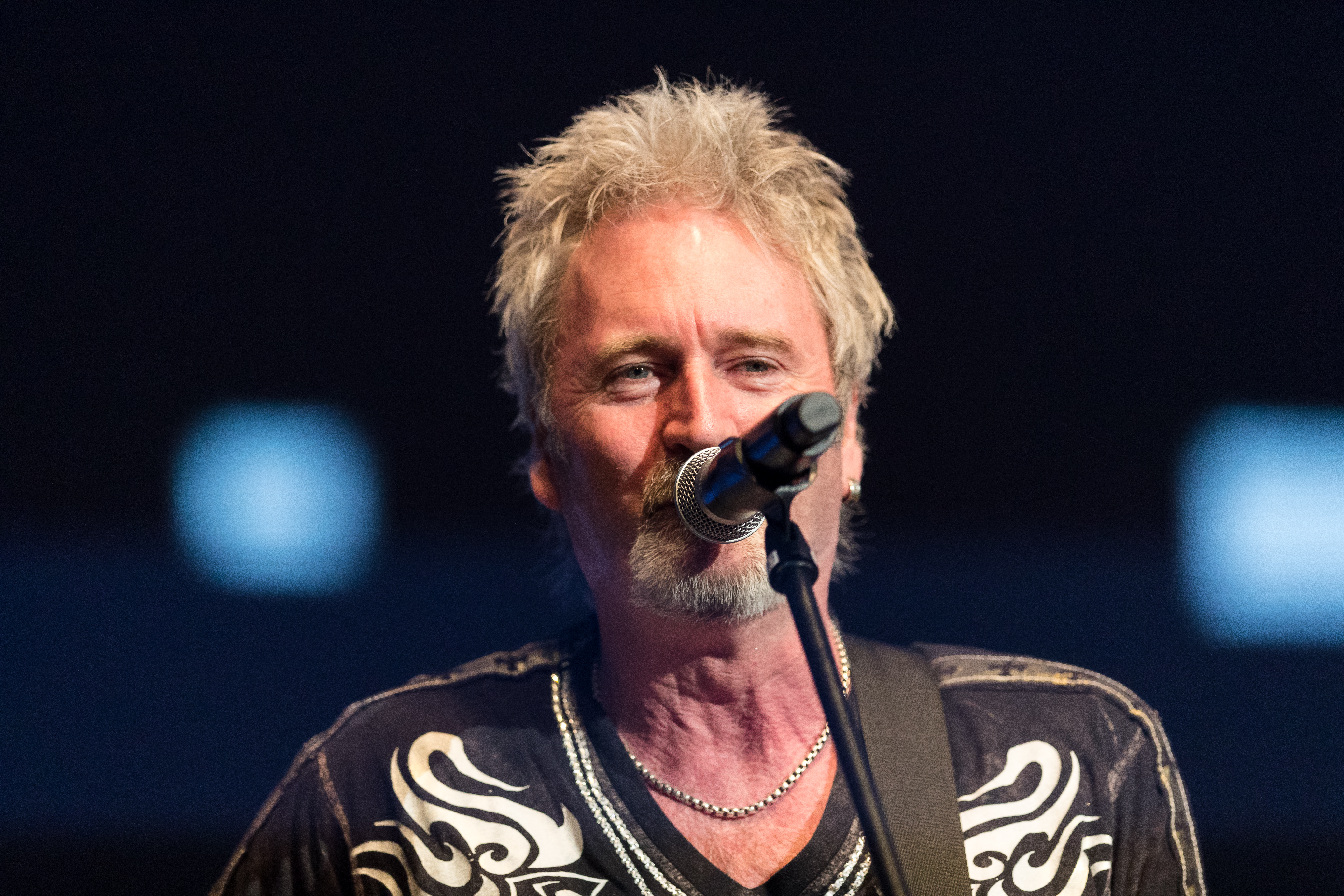
Pete Lincoln